# Doris Nordmann

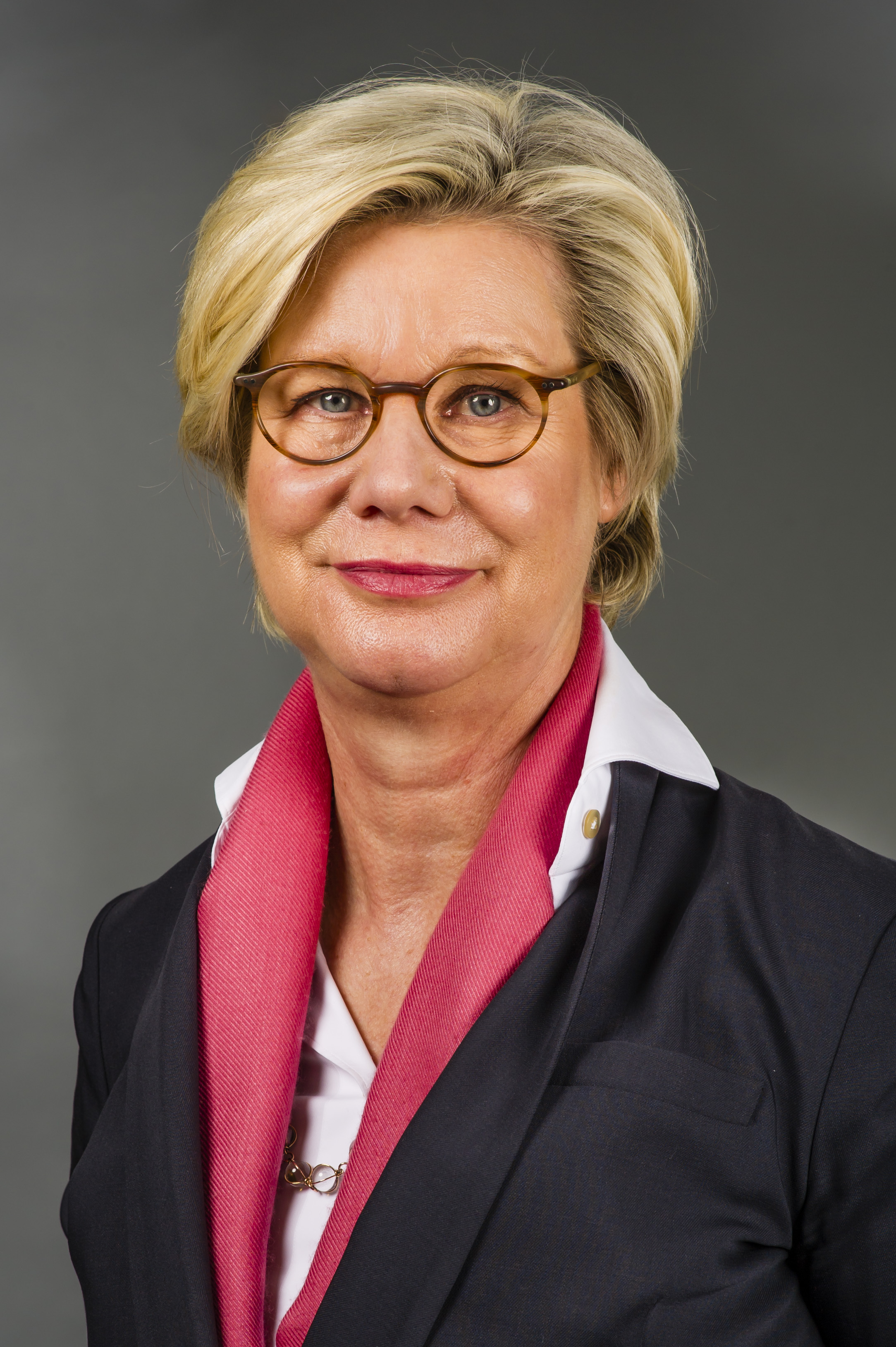
Doris Nordmann, 2018

Doris Nordmann (* 28. Dezember 1954 in Hannover) ist eine deutsche Architektin, Finanzbeamtin und politische Beamtin. Vom 22. November 2017 bis zum 8. November 2022 war sie Staatssekretärin im Niedersächsischen Finanzministerium.

## Leben
Nach ihrem Abitur (1973) nahm sie ein Architekturstudium an der Gottfried Wilhelm Leibniz Universität Hannover auf, welches sie von 1973 bis 1978 absolvierte. In der Folge war sie angestellte Architektin in einem Architekturbüro, ehe sie ab 1982 ein bautechnisches Referendariat bei der Bezirksregierung Hannover begann. Nach dessen Abschluss wurde Nordmann 1984 Dezernentin bei der Bezirksregierung Hannover. 1986 wechselte die Architektin in das Staatshochbauamt Hannover 1, wo sie bis 1991 als Baugruppenleiterin tätig war, ehe sie Referentin für Hochschulbau bei der Oberfinanzdirektion Hannover wurde.
Zwischen 1998 und 2001 war Nordmann Baudirektorin im Niedersächsischen Finanzministerium, von 2001 bis 2004 Finanzpräsidentin der Landesbauabteilung bei der Oberfinanzdirektion Hannover. 2004 kehrte sie in das Niedersächsische Finanzministerium zurück, wo sie zunächst bis 2011 als Leiterin der Abteilung 2, in der Folge als Leiterin der Abteilung 4, tätig war.
Am 22. November 2017 wurde Doris Nordmann im Zuge der Kabinettsbildung des Kabinetts Weil II von Minister Reinhold Hilbers zur Staatssekretärin im Niedersächsischen Finanzministerium berufen. Damit wurde sie Nachfolgerin von Frank Doods. Im Zuge des Amtsantritts des Kabinetts Weil III schied sie am 8. November 2022 aus diesem Amt aus.
Nordmann ist zum zweiten Mal verheiratet und hat zwei eigene Kinder sowie zwei Stiefkinder.